# サレー
サレー（英: Surrey）または、サリーは、カナダのブリティッシュコロンビア州南西岸に位置する都市で、南部はアメリカ合衆国ワシントン州に接する。メトロバンクーバーに属し、バンクーバー都市圏の一部を構成している。サーレー、スーリーなどの表記もみられる。
スカイトレインや高速道路でバンクーバーの中心部と結ばれており、住宅街が広がるベッドタウンのひとつでもある。市内には6つのタウンセンターと呼ばれる市街地があり、それぞれフリートウッド、ウォーリー・シティセンター、ギルフォード、ニュートン、クローバーデール、サウス・サレーとある。バンクーバーの衛星都市として人口増加が続き、市内には多くの高層コンドミニアムが建設されている。

## 地理
サレー市北西部は、フレーザー川を境界とし、ニューウエストミンスター市およびコキットラム市と隣接しており、橋やスカイトレインなどで結ばれている。サレー市南部の境界線はアメリカ合衆国との国境となっており、ダグラス・ピースアーチ（乗用車専用）およびパシフィック・ハイウェイ（貨物車）国境検問所がある。
サレー市は、愛称を「公園の町」としているように、市内には600を超える公園（22 km²）や、15のゴルフコースが広がっている。スポーツ施設も数多くあり、年間を通して様々なスポーツイベントが開催される。また、市内のおよそ35%は農用地(ALR)として保護され、都市開発が制限されているため、突如住宅地や商業施設から森林や農地に切り替わる光景が見られる。

## 人口動勢
| 年度   | 人口（人） | 増加率（%） |
| ------ | ---------- | ----------- |
| 2016年 | 517,887    | 10.6        |
| 2011年 | 468,251    | 18.6        |
| 2006年 | 394,976    | 13.6        |
| 2001年 | 347,825    | 14.2        |
| 1996年 | 304,477    | 24.2        |
| 1991年 | 245,173    | 35.1        |
| 1986年 | 181,447    | -           |

- 増加率は過去5年間の人口増加率を意味する。

2016年の人口調査では、51万7887人が計上され、州内第2位、カナダ国内では第12位の人口を有する。
人口増加率は1996年から2001年までの間で14.2%、2001年から2006年は13.6%と10年間でおよそ10万人増えており、比較的高い成長率を見せている。

### 民族
| 人種・民族構成（サレー） 2016年 | 人種・民族構成（サレー） 2016年 | 人種・民族構成（サレー） 2016年 | 人種・民族構成（サレー） 2016年 | 人種・民族構成（サレー） 2016年 |
| ------------------------------- | ------------------------------- | ------------------------------- | ------------------------------- | ------------------------------- |
|                                 |                                 |                                 |                                 |                                 |
| 白人                            | 白人                            |                                 | 38.7%                           | 38.7%                           |
| 南アジア系                      | 南アジア系                      |                                 | 32.4%                           | 32.4%                           |
| 中国系                          | 中国系                          |                                 | 7.7%                            | 7.7%                            |
| フィリピン系                    | フィリピン系                    |                                 | 6.2%                            | 6.2%                            |
| 先住民                          | 先住民                          |                                 | 2.6%                            | 2.6%                            |
| 東南アジア系                    | 東南アジア系                    |                                 | 2.5%                            | 2.5%                            |
| 黒人                            | 黒人                            |                                 | 1.8%                            | 1.8%                            |
| 韓国系                          | 韓国系                          |                                 | 1.8%                            | 1.8%                            |

| 母語話者（サレー）2016年 | 母語話者（サレー）2016年 | 母語話者（サレー）2016年 | 母語話者（サレー）2016年 | 母語話者（サレー）2016年 |
| ------------------------ | ------------------------ | ------------------------ | ------------------------ | ------------------------ |
|                          |                          |                          |                          |                          |
| 英語                     | 英語                     |                          | 47.82%                   | 47.82%                   |
| パンジャーブ語           | パンジャーブ語           |                          | 20.48%                   | 20.48%                   |
| 中国語                   | 中国語                   |                          | 4.42%                    | 4.42%                    |
| ヒンディー語             | ヒンディー語             |                          | 3.54%                    | 3.54%                    |
| タガログ語               | タガログ語               |                          | 3.39%                    | 3.39%                    |

ヨーロッパ系が人口の38.7%を占め、少数民族では南アジア系が最も多く、2016年統計で全人口の32.4%、次に中国系7.7%、フィリピン系6.2%と続く。日系は0.6%とごく少数。南アジア出身者の多さはトロントのブランプトンに匹敵しカナダ、或いは北米有数の規模である。南アジア人は北インドからパキスタンにかけてに住むパンジャーブ人が大半となっている。言語は移民が多いために英語を母国語とする人口は半分以下、一方、パンジャーブ語は20.48%に達する。

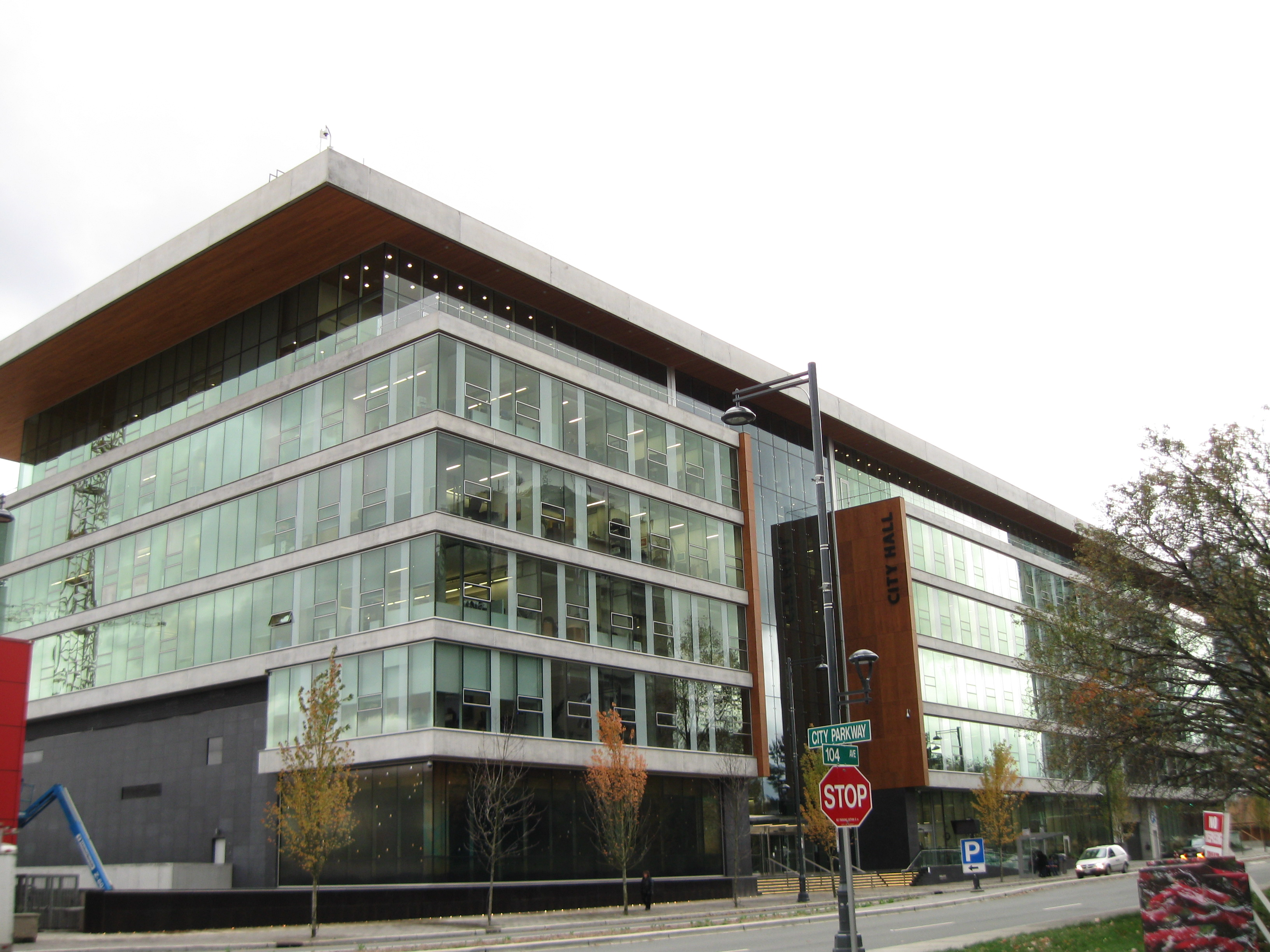
サレー市庁舎

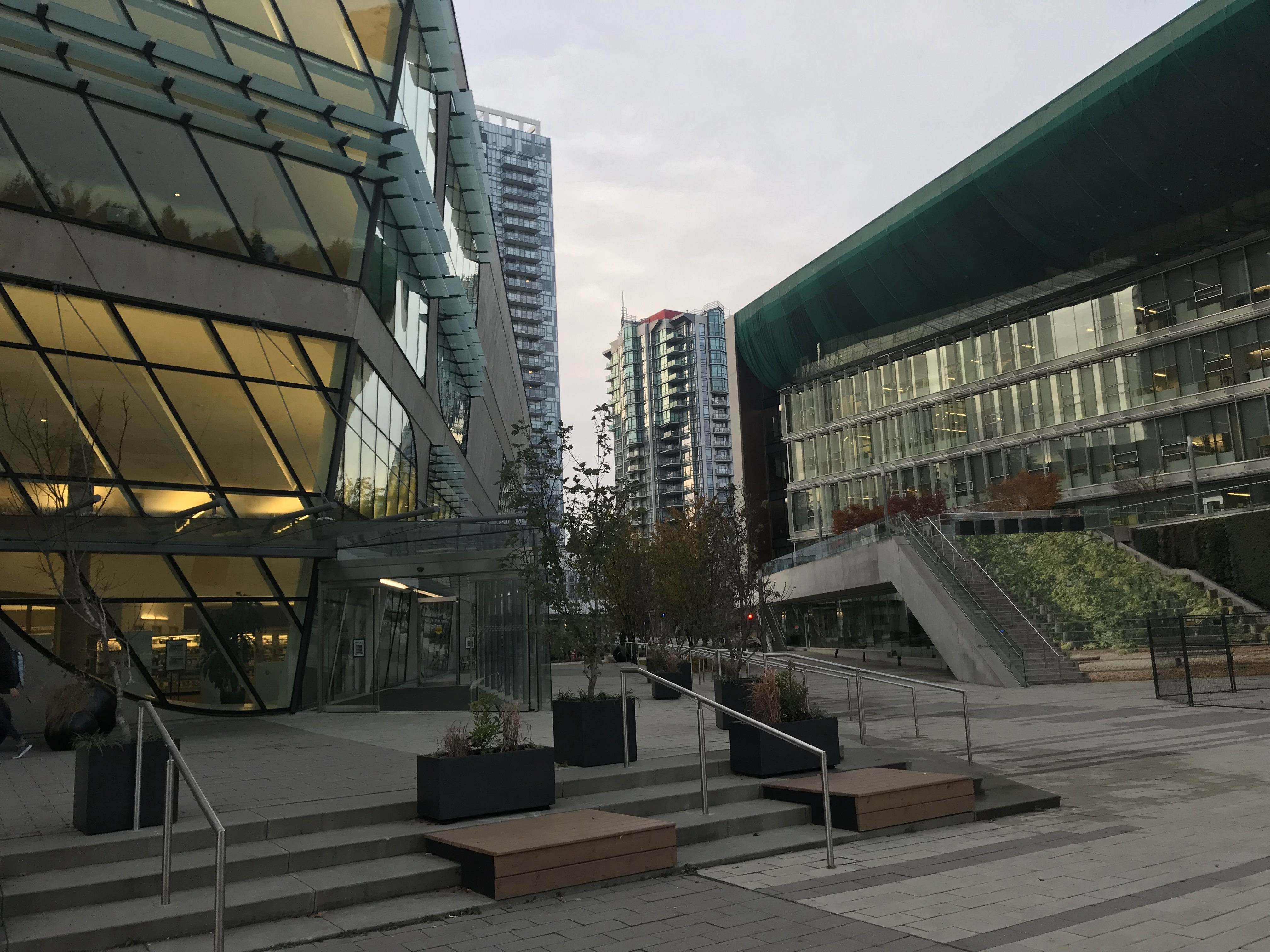
サレーセントラル駅周辺の街並み

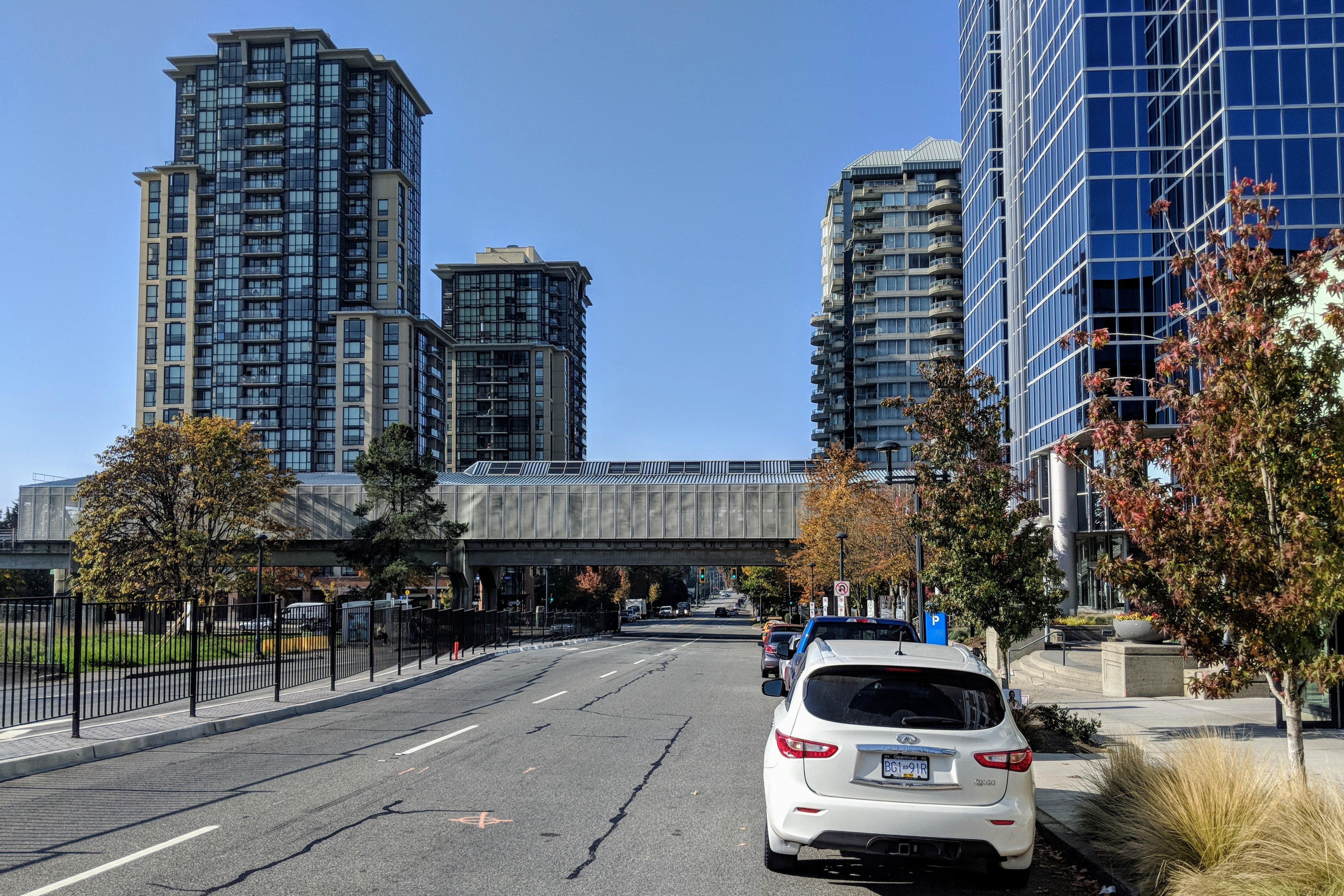
ゲートウェイ駅周辺の街並み

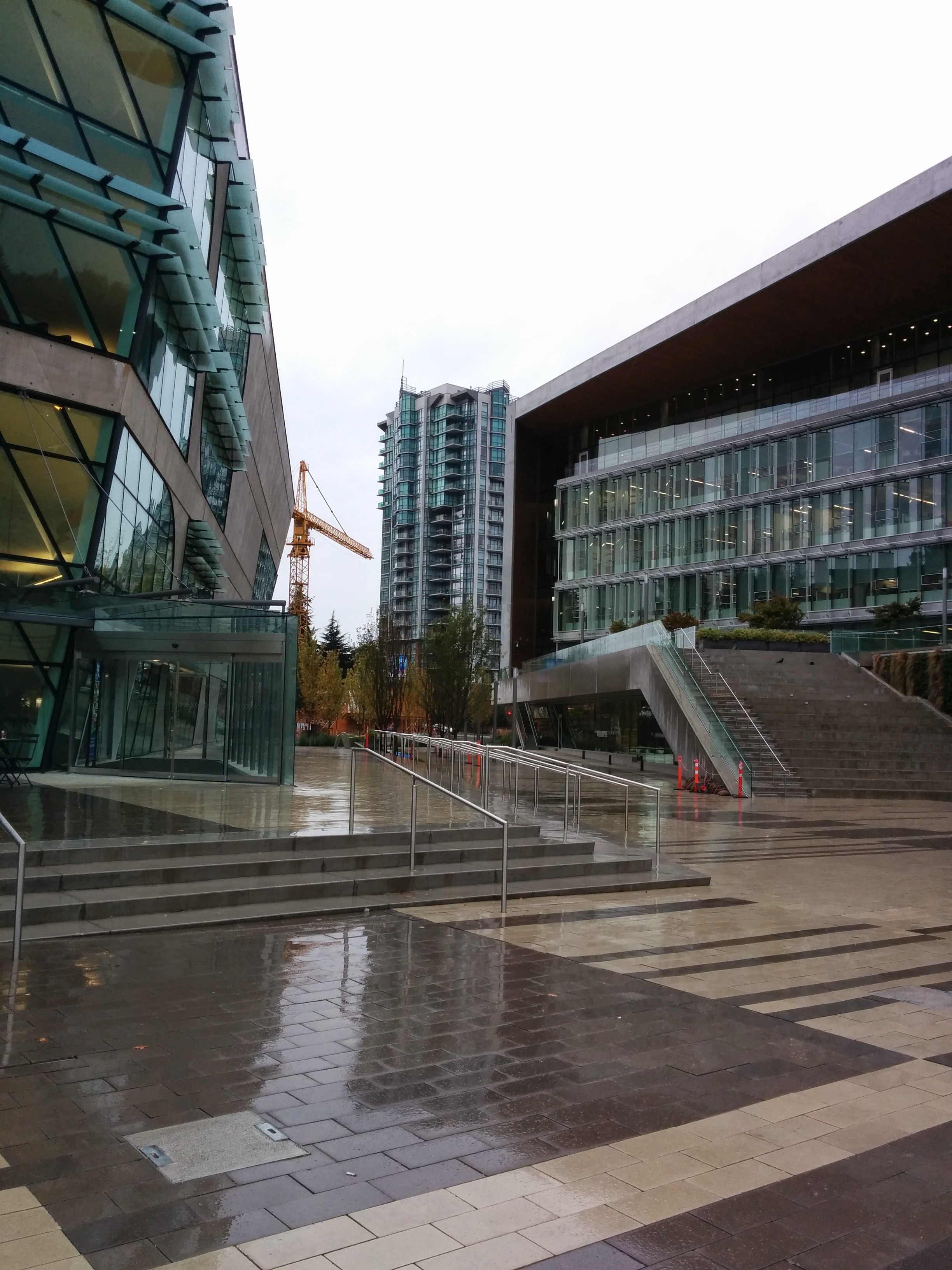
サレー中央図書館と市庁舎

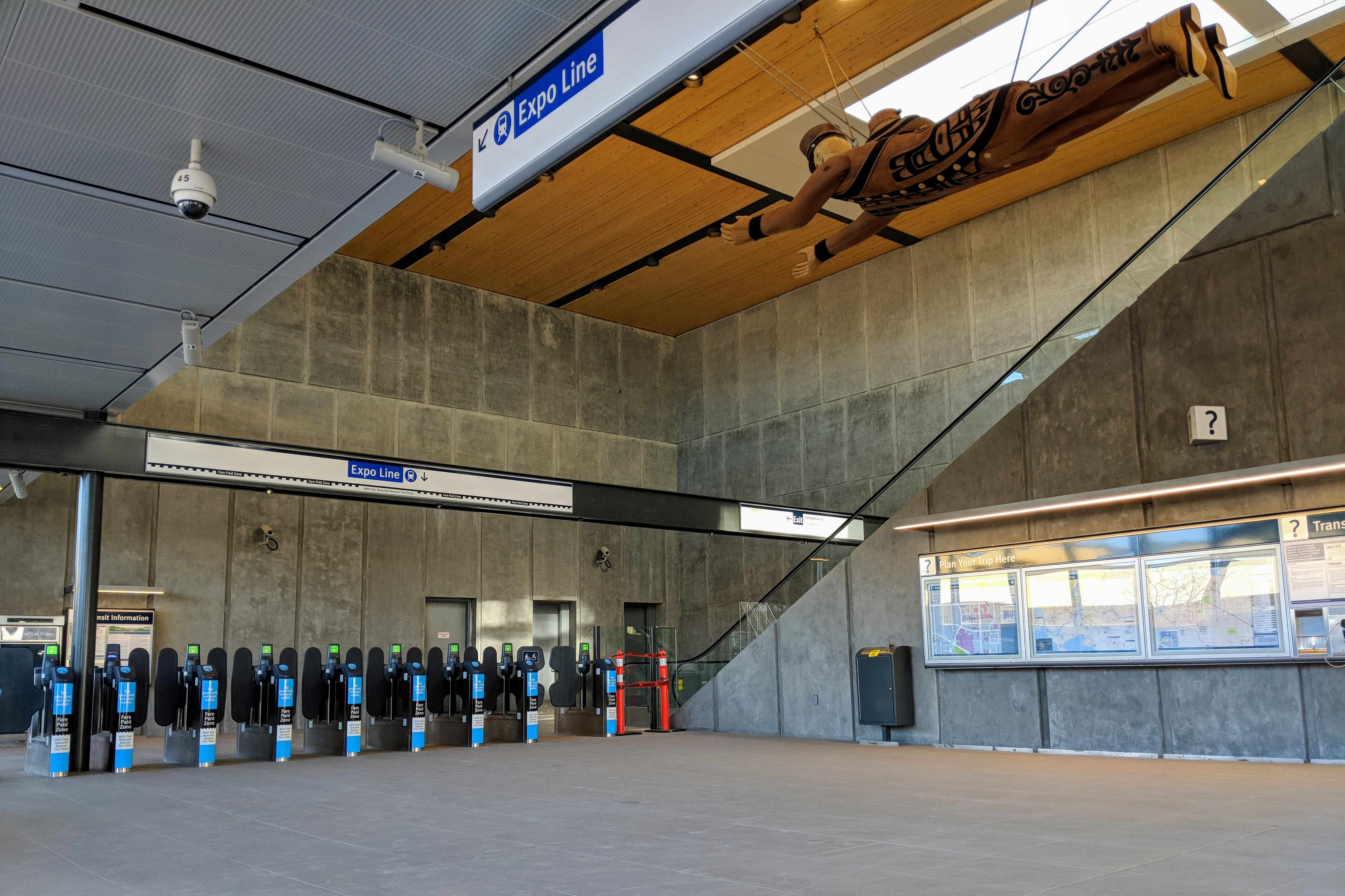
サレーセントラル駅

### 宗教
宗教では2001年統計でシク教が19.2%と最も多く、カトリックの16.2%、プロテスタントの11.0%と続く。
市内にはシク教徒やヒンドゥー教徒が多いことを反映して、パンジャーブ地方で盛んなスポーツ、カバディの専用スタジアムがある。

## 教育
サレー教育委員会は100の小学校と21の中学校の公立校を管轄としており、州内では最大の学校区をもつ。
- 大学
  - クワントレン工科大学
  - サイモンフレーザー大学 - 同大学のサレーキャンパスがある。

## 交通

### 道路
サレーの道路網は1平方マイルの格子状に幹線道路が整備されており、道路には計画的に番号が割り当てられている。東西に走る道路は、南部のアメリカ合衆国国境に位置する0番街(0 Avenue)から、最北端の117A番街(117A Avenue)まで、南北に走る道路は、西の120丁目(120 Street)から、東の196丁目(196 Street)に向けて番号が割り当てられている。原則として、8の倍数の道路は幹線道路で、4の倍数の道路は補助幹線道路、その間の道路は生活道路である。住所の番地は交差する道路の数字が割り当てられており、論理上は地図が無くてもたどり着くことができる。ただし、直線でない道路や格子から多少ずれている道路は、枝番が割り当てられたり、固有名詞があてられる。
- 高速道路
  - トランスカナダハイウェイ1号線
  - BC州道17号線南フレーザー外郭道路(SFPR)
  - BC州道99号線バンクーバー・ブレイン幹線道路
- 主要幹線道路
  - BC州道10号線 (56 Avenue)
  - BC州道15号線 (176 Street)
  - キングジョージ大通り
  - フレイザー幹線道路

### 鉄道
市内にはスカイトレインエキスポラインの4つの駅がありキング・ジョージ駅が終着駅となっている。なお、ラングリーまでのエキスポラインの延伸区間が2025年に開通予定となっている。
- スカイトレインエキスポライン
  - - スコットロード駅 - ゲートウェイ駅 - サレーセントラル駅 - キングジョージ駅
  - - 140丁目駅 - 152丁目駅 - 160丁目駅 - 166丁目駅（事業化済み - 2025年開業予定）
  - - 184丁目駅 - 190丁目駅 - 196丁目駅 - 203丁目駅（計画中）
- サレーLRT
  - サレー・ニュートン・ギルドフォード線（無期延期）
  - サレー・ラングリー線（LRT計画中止の上、同ルートのエキスポライン延伸が決定）

- 貨物
  - カナダ太平洋鉄道
  - カナディアン・ナショナル鉄道
  - BNSF鉄道
  - SRY Rail Link

### バス

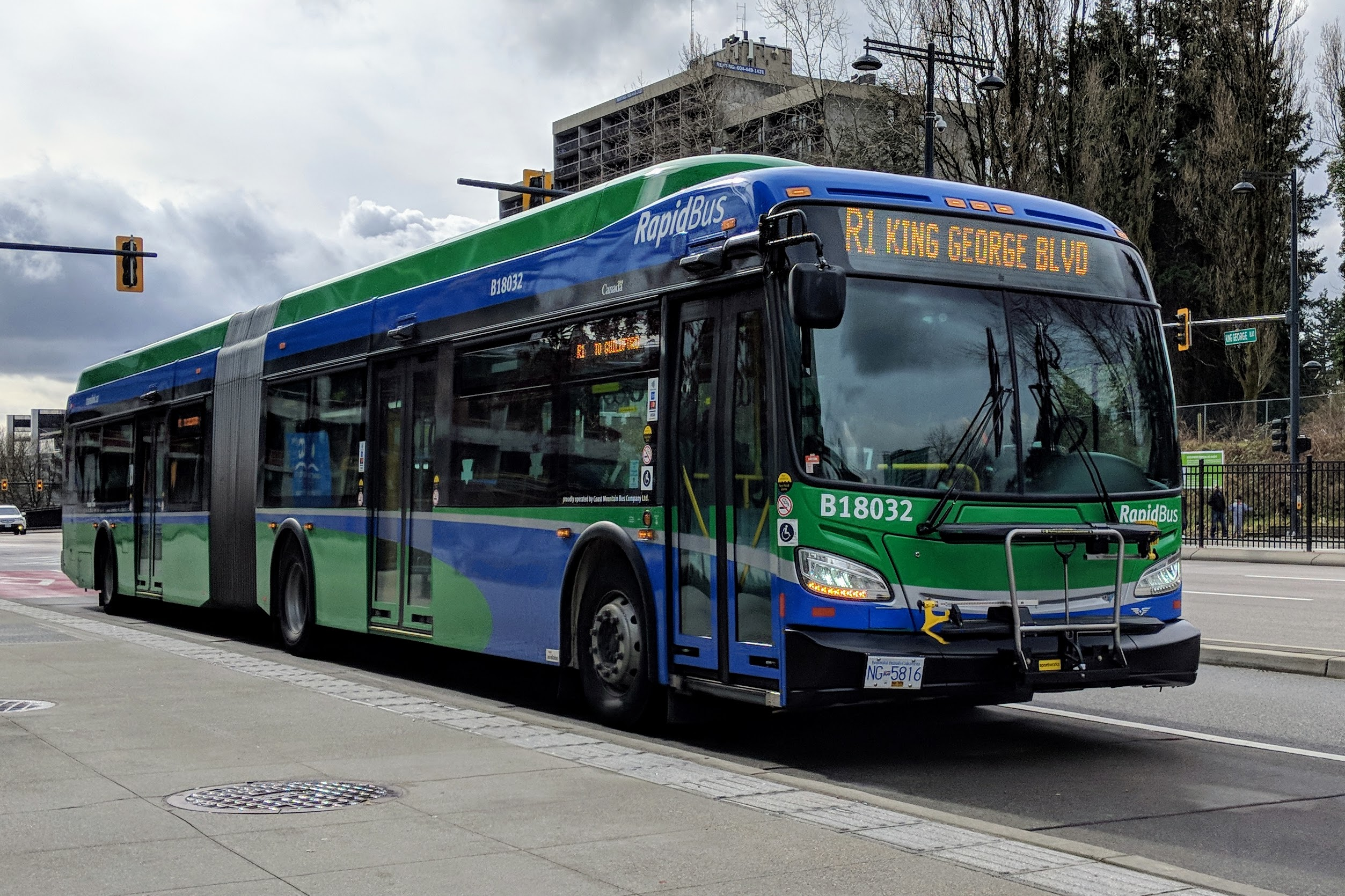
BRT路線の車両

サレー市内の鉄道駅は北部に集中しており、それ以外の地域ではバス輸送が中心となっている。市内北部のニュートン、サレーセントラル、ギルフォードでは、基幹バス路線として、連接バスやバスレーンを利用したBRTによる高頻度運行が行われている。
また、サレー市北部ではエキスポラインのサレーセントラル駅へ向かう路線が多いのに対し、市南部の路線は高速道路を経由して、リッチモンド市内のカナダラインの駅へ向かう急行バスが多い。いずれの路線も均一料金で、90分以内の乗り継ぎが可能。
- BRT
  - R1 King George Blvd RapidBus
  - R6 Scott Rd RapidBus

## 姉妹都市
- 江東区 （東京都） - 1989年4月20日
- 珠海市 （広東省）